# Noisy-sur-Oise
Noisy-sur-Oise är en kommun i departementet Val-d'Oise i regionen Île-de-France i norra Frankrike. Kommunen ligger i kantonen Viarmes som tillhör arrondissementet Sarcelles. År 2022 hade Noisy-sur-Oise 582 invånare.

## Befolkningsutveckling
Antalet invånare i kommunen Noisy-sur-Oise
| Referens: INSEE |